# Four Seasons Hotel New York
Four Seasons Hotel ist ein Hotelgebäude in Manhattan in New York City. Der Wolkenkratzer ist Eigentum der Ty Warner Hotels and Resorts und wird von der Hotelkette Four Seasons Hotels and Resorts betrieben.

## Beschreibung
Das Hotel befindet sich in Midtown East im Stadtteil Turtle Bay mittig in einem Block zwischen der Park Avenue und Madison Avenue und East 57th und 58th Street. Ein bekanntes Nachbargebäude ist der Art-déco-Wolkenkratzer Fuller Building. In der 57th Street steht direkt gegenüber der 426 m hohe Wohnwolkenkratzer 432 Park Avenue. Das Hotel ist nur zwei Blocks vom westlich gelegenen Central Park entfernt.
Der im Jahr 1993 fertiggestellte Wolkenkratzer ist knapp 208 Meter (682 Fuß) hoch und besitzt 52 Etagen. Von seiner Fertigstellung war es bis 2013 über zwei Jahrzehnte das höchste Hotel der Stadt, bis es durch den 230 Meter hohen 1717 Broadway abgelöst und dann 2016 auch von The Beekman Hotel & Residences übertroffen wurde. Auf den 52 Etagen sind 368 Hotelzimmer und Suiten von 47 bis 400 m² Größe untergebracht. Manche Suiten belegen eine ganze Etage und viele Suiten besitzen eine Außenterrasse. Die 52. Etage wird komplett von dem Ty Warner Penthouse eingenommen. Für die Gäste stehen die „Ty Bar“ und das Restaurant „The Garden“ mit italienischen Spezialitäten zur Verfügung. Das Gebäude hat eine Steinfassade und verjüngt sich nach oben leicht. Die Rücksprünge sind in verschiedenen Höhen zu finden. Für viele Jahre galt Four Seasons als das teuerste Hotel in New York City.

## Geschichte

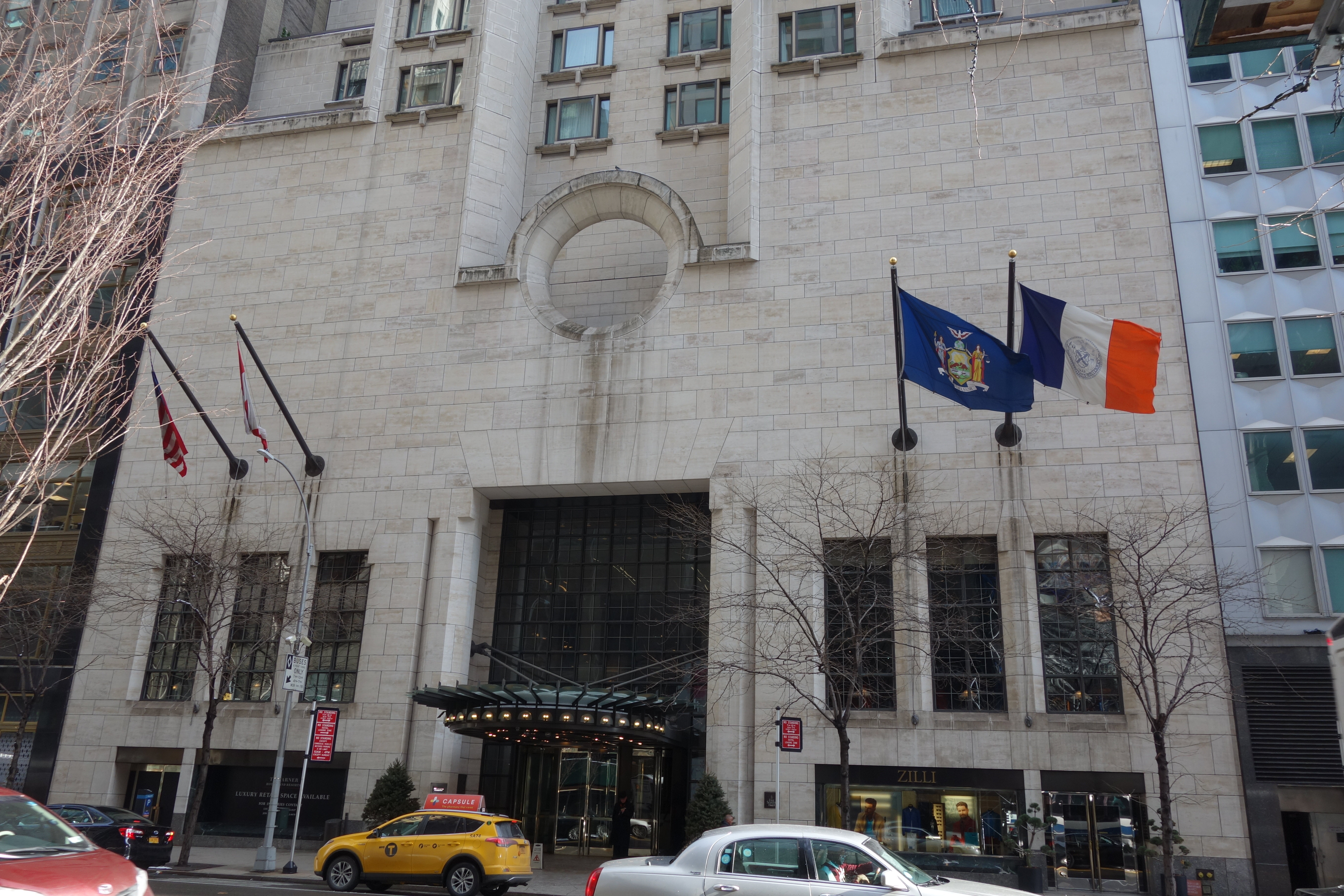
Eingang in der 57th Street

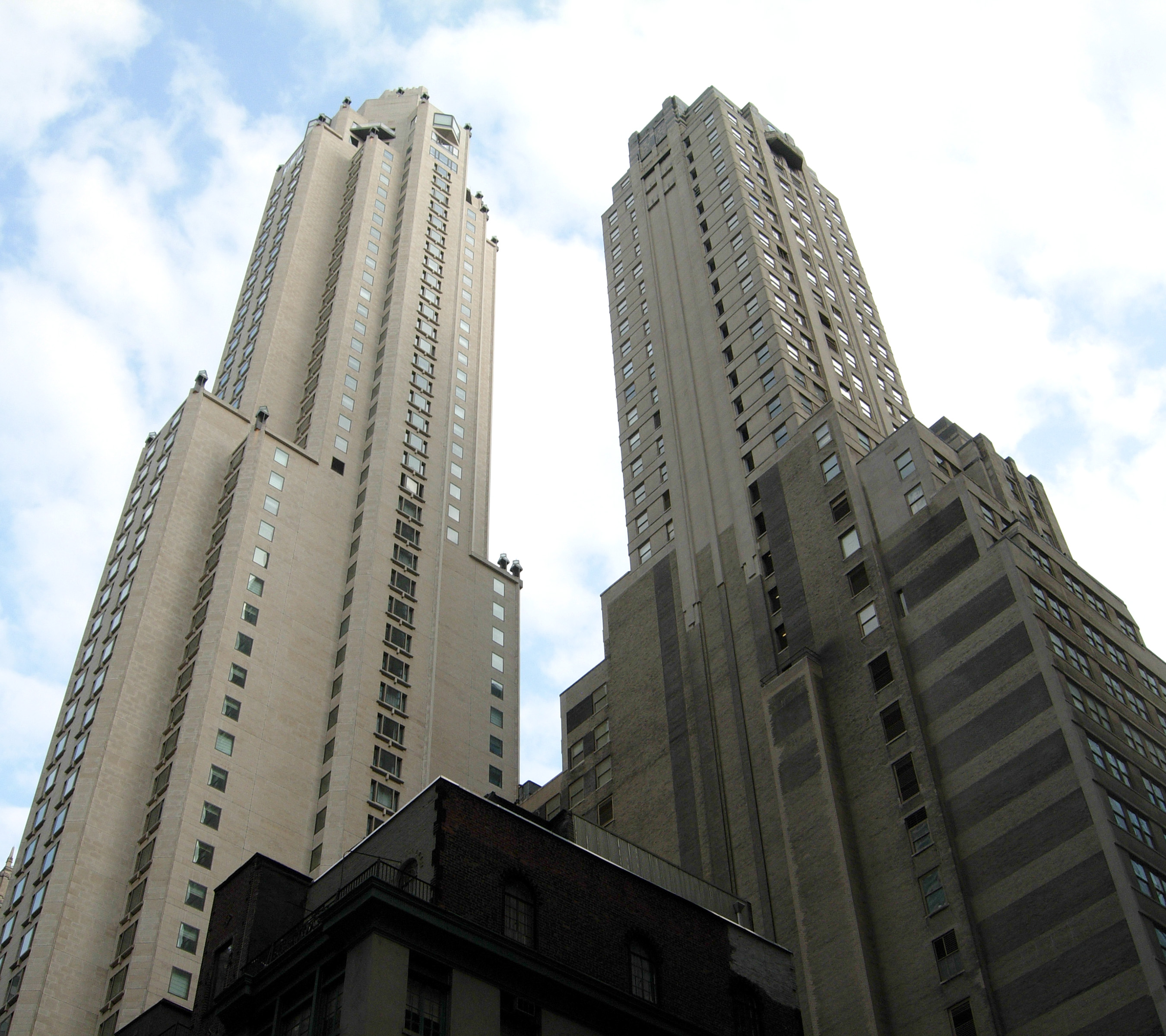
Blick auf das Hotel (links)

In den 1980er Jahren kaufte der Immobilienentwickler William Zeckendorf das 2300 m² große unbebaute Grundstück. Robert H. Burns von Regent International Hotels beauftragte die japanische EIE International Corporation, auf dem Grundstück ein luxuriöses Hotel zu errichten. Es sollte aus zwei 47- und 20-stöckigen Türmen mit insgesamt 400 Zimmer bestehen und von den Regent International Hotels betrieben werden. Die Fertigstellung war für Ende 1991 geplant. Nachdem dem Zusammenbruch des japanischen Immobilienmarktes 1990 durch Bubble Economy erwarb Four Seasons Hotels and Resorts im August 1992 für 122 Millionen US-Dollar einen 20-prozentigen Anteil an Regent International, der auch das im Bau befindliche Regent Hotel New York umfasste. Das Hotel wurde im Juni 1993 als „Four Seasons Hotel New York“ eröffnet. 1996 erwarb die Lai Sun Group das Hotel und verkaufte es 1999 für 275 Millionen US-Dollar an eine Investmentgruppe unter der Leitung des Unternehmers Ty Warner. Das Hotel kam im Besitz von Ty Warner Hotels and Resorts, L.L.C. und wird von Four Seasons Hotels und Resorts betrieben.
Das Hotel wurde am 20. März 2020 infolge der COVID-19-Pandemie geschlossen und diente zunächst als Unterkunft für medizinisches Personal. Nach dem Abklingen der Pandemie war es wegen Unstimmigkeiten zwischen dem Eigentümer Ty Warner und Four Seasons Hotels and Resorts über Verwaltungsgebühren weiterhin vorübergehend geschlossen. Die Wiedereröffnung fand am 15. November 2024 mit noch teilweise verfügbaren Zimmern statt, das vollständige Zimmerangebot ist für das Jahr 2025 geplant.